# Чеширский диалект английского языка
Чеширский диалект английского языка (англ. Cheshire dialect) — это собирательный диалект, на котором говорят на северо-западе Мидлендса в Англии. Чеширский диалект является смесью диалектов Ланкашира, Стаффордшира, Шропшира и Дербишира.

## История
История чеширского диалекта насчитывает несколько веков. Работы поэтов XIV века, например, Сэр Гавейн и Зелёный Рыцарь или Гавейнский Поэт были написаны именно на чеширском диалекте. К ним также относится религиозная поэма Святой Эркенвальд, написанная между концом XIV века и началом XV века. Чеширский писатель Алан Гарнер писал: «Конечно [чеширский диалект] изменился со времен Гавейнского поэта, как меняется любой живой язык. Но когда я вслух читал отрывки из поэмы моему отцу, он знал и использовал более чем 90 % употреблявшихся там слов; изменения также не коснулись фонетики гласных.»
Самые ранние письменные источники включают в себя английские пословицы и диалектизмы, собранные Джоном Рэем, а также глоссарий чеширских слов, составленный Роджером Вилбрэхемом (англ. Roger Wilbraham) в 1817 году и затем дополненный в 1826 году. Эти данные были расширены и дополнены Эгертоном Лэем в глоссарии, опубликованном в 1877 году, после его смерти. Глоссарий был попыткой сохранить самобытность чеширской речи, которая уже в то время была по угрозой «эмиграции, железных дорог и смешения графств». Лэй также отметил, что некоторые из описанных Рэем слов к тому времени уже исчезли. К поздним источникам относятся  Folk-speech of South Cheshire Томаса Дарлингтона (1887) и The Cheshire Chatter Питера Райта (1979).

## Особенности и употребление
Некоторые слова чеширского диалекта отсутствуют в стандартном английском, например, слово shippen (хлев, стойло). Эгертон Лэй высказал предположение, согласно которому большинство слов чеширского диалекта произошли из древнеанглийского языка, так, shippen восходит к scypen. Некоторые другие слова появились путём перестановки букв: waps от wasp и neam от name (значения исходного и получившегося слова совпадают). Музыкальный архив Британской библиотеки располагает звукозаписями с чеширским диалектом из разных частей страны. Множество писателей использовали в работах чеширский диалект, например, поэт Г. В. Лукас (Homage to Cheshire, 1939-1960) и Роуленд Эгертон-Варбертон (Hunting Songs; 1877).